# Raoul Tortaire
Raoul Tortaire (en latin Rodulphus Tortarius, traduit également par Raoul Le Tourtier ou Raoul de la Tourte) est un moine et un poète français de langue latine né à Gien (Orléanais) en 1063, et mort à Saint-Benoît-sur-Loire (Orléanais) après 1122.

## Biographie
Raoul Tortaire naît en 1063 à Gien, dans l'ancienne province de l'Orléanais (actuel département du Loiret), sous le règne de Philippe Ier.
Son père possédait un domaine nommé La Torte (ou La Tourte), d'où provient son patronyme. Moine à l’abbaye de Fleury (Saint-Benoît-sur-Loire), il s’y fait remarquer par ses talents poétiques. Encouragé par ses supérieurs, il finit par accéder à la chaire de professeur et enseigne les vers latins aux jeunes novices.
Son œuvre, conservée dans un manuscrit de la Bibliothèque vaticane (Cité du Vatican), comprend quelques poèmes profanes, onze épîtres en vers (Epistulae ad diversos) inspirées d’Horace et témoignant d’une vaste érudition, des vies de saints (Passion de Saint Maur, Miracles de Saint Benoît), ainsi qu’une adaptation en vers des Faits et dits mémorables de Valère-Maxime.
Il accomplit plusieurs voyages, dont une excursion en Normandie qu'il relate dans une de ses épîtres. Il meurt comme un saint à Saint-Benoît-sur-Loire, sous le règne de Louis VI, à une date probablement postérieure à 1122.
Avant que ses cendres ne soient dispersées, son tombeau se trouvait à l'abbaye de Saint-Benoît.